# Цар и генерал
„Цар и генерал“ е български игрален филм (драма) от 1966 година на режисьора Въло Радев, по сценарий на Любен Станев. Оператор е Борислав Пунчев. Музиката във филма е композирана от Симеон Пиронков.
Филмът е направен по историческа случка, носител на „Златна роза“ от фестивала във Варна. В основата на филма е психологически, политически и идеологически конфликт между генерал Владимир Заимов и цар Борис III. Генералът е патриот и антифашист, но също така бива разкрит като съветски разузнавач, обвинен е в държавна измяна и след това осъден на смърт чрез разстрел. Цар Борис отлага смъртната присъда, като очаква, че Владимир Заимов ще помоли за помилване. И двамата се връщат в спомените си и преосмислят отношенията си. Такава молба не пристига и царят заповядва присъдата да бъде изпълнена.

## Състав

### Актьорски състав
| Изпълнител                        | Роля                                     | Български дублаж |
| --------------------------------- | ---------------------------------------- | ---------------- |
| Петър Слабаков                    | Генерал Владимир Заимов                  |                  |
| Наум Шопов                        | Цар Борис III                            |                  |
| Евгений Урбански                  | А. Павлович                              | Евстати Стратев  |
| Стойчо Мазгалов                   | Прокурорът                               |                  |
| Георги Георгиев                   | Свещеникът                               |                  |
| Руси Чанев                        | Ординарецът свързочник                   |                  |
| Васил Кирков                      | Фон Кюнц                                 |                  |
| Тихомир Златев                    | Камердинерът                             |                  |
| Георги Черкелов                   | генерал Карев, царски адютант            |                  |
| Андрей Аврамов                    | Ганчев                                   |                  |
| Северина Тенева                   | Момичето                                 |                  |
| Димитър Енгьозов (некредитиран)   |                                          |                  |
| Константин Димчев                 |                                          |                  |
| Александър Притуп                 | капитан Бойчев                           |                  |
| Иван Касабов (некредитиран)       |                                          |                  |
| Тодор Колев                       |                                          |                  |
| Сотир Майноловски                 |                                          |                  |
| Милко Константинов (некредитиран) |                                          |                  |
| В епизодите:                      | Статисти от село Лесидрен (некредитиран) |                  |

### Творчески и технически екип
| Сценарий            | Любен Станев                                       |
| Режисьор            | Въло Радев                                         |
| Оператор            | Борислав Пунчев                                    |
| Художник            | Константин Русаков                                 |
| Музика              | Симеон Пиронков                                    |
| Звукооператор       | Иван Халачев                                       |
| Костюми             | Анна Лъскова                                       |
| Втори режисьор      | Дора Ковачева                                      |
| Грим                | Кирил Траянов Мария Власакова                      |
| Монтаж              | Анна Манолова                                      |
| Асистент по монтажа | Магдалена Кръстева                                 |
| Редактор            | Павел Вежинов                                      |
| Архитект            | Петко Бончев                                       |
| Комбинирани снимки  | Иван Манев                                         |
| Асистент-режисьори  | Добри Иванов Анна Петрова                          |
| Асистент-оператори  | Борис Янакиев Йонко Дертаиев Димитър Желязков      |
| Директор            | Никола Велев                                       |
| Производство        | Студия за игрални филми „София“ /Copyright © 1965/ |

## Награди
- Голяма награда „Златната роза“, (Варна, 1966).
- Първа награда за актьорско изпълнение на Наум Шопов на МКФ (Карлови Вари, Чехословакия, 1966).